# 運慶

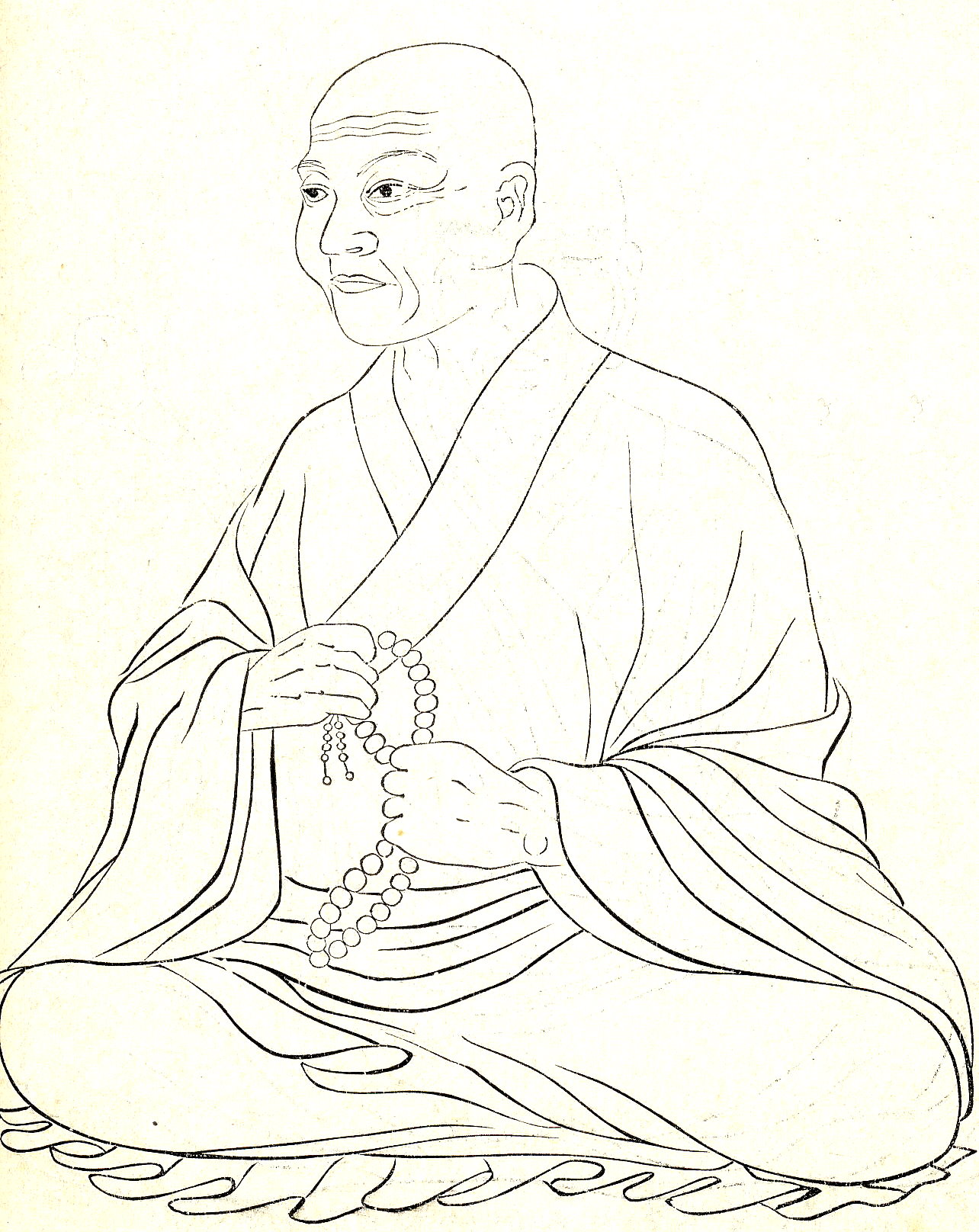
仏師運慶『集古十種』

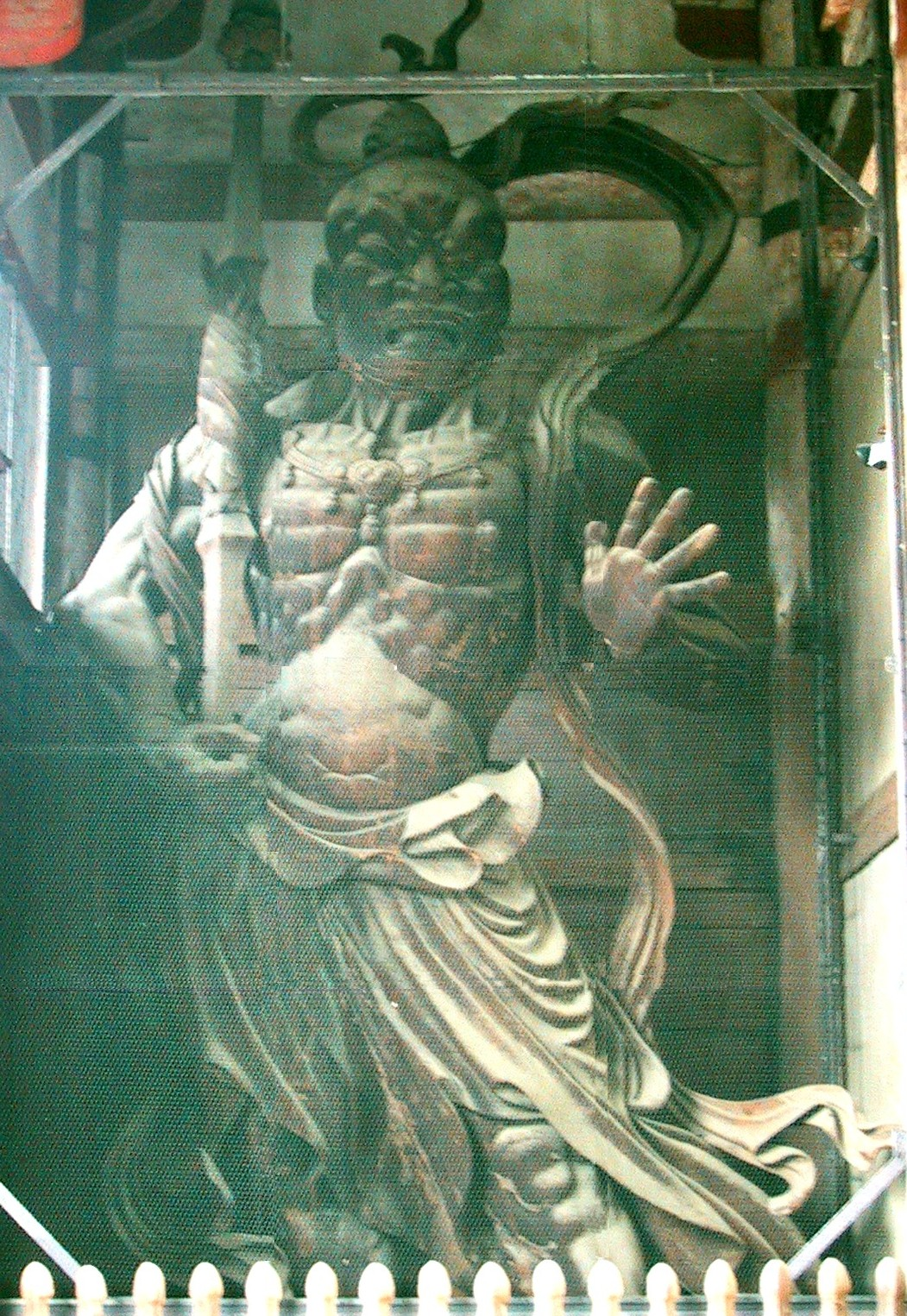
奈良東大寺的運慶雕刻作品

运庆（うんけい、久安4年（1148年）？ - 贞应2年12月11日（1224年1月3日））是活动于镰仓时代的佛師、僧人。

## 简介
运庆所属的僧人集团多在名字之前用一个「庆」字，故被称为「庆派」。庆派的佛师以奈良兴福寺为活动据点。运庆的父亲也同时是老师的康庆，就是以制作了兴福寺南圆堂本尊的不空羂索观音像（现存）而知名的高僧。
运庆的现存的最早的是奈良的圓成寺的大日如来像，所处的时代是相当于平安未期的安元2年（1176），这从制作的铭文中可以知道。运庆的出生年份虽然无法确知，当时应该在二十多岁的后半。当时，中央的佛像雕塑界分成园派和院派。在京都有人脉的佛师集团势力较大，而庆派势力较弱。运庆制作的在东国的作品可以认为是他在东国寻求出路的动作。在东国留下来的运庆作品中，从像内附属品的铭文等可判明是运庆本人的作品的有静岡・韮山的愿成就院和神奈川・横须贺的净乐寺的一群的像。愿成就院的阿弥陀如来像、不动明王和二童子像、毘沙门天像是应北条时政的愿望而于文治2年（1186）制作的。净乐寺的阿弥陀三尊像、不动明王像、毘沙門天像是应和田義盛的愿望，在愿成就院像的三年后的文治5年（1189）制作的。
平安后期的奈良的定朝様（じょうちょうよう）的佛像，有较浅的平行流动的衣纹。

## 関連文献
- 水野敬三郎 『運慶と鎌倉彫刻』 小学館〈ブック・オブ・ブックス〉、1972年
- 田辺三郎助編 『日本の美術78 運慶と快慶』 至文堂、1972年
- 三山進 『鎌倉と運慶』 有隣堂〈有隣新書〉、1976年
- 金子啓明編 『運慶・快慶』 ＜新編名宝日本の美術13＞小学館ギャラリー、1991年 ISBN 978-4-0937-5113-1
- 西村公朝、熊田由美子（共著） 『運慶 仏像彫刻の革命』 <とんぼの本>新潮社、1997年 ISBN 4106020548
- 山本勉 『運慶にであう』 小学館アートセレクション、2008年 ISBN 4096070254
- 山本勉監修 『運慶 時空を越えるかたち』 平凡社 〈別冊太陽 日本のこころ176〉、2010年 ISBN 978-4-582-92176-2
- 『【特別展】神奈川県立金沢文庫80年　運慶　中世密教と鎌倉幕府』展図録、金沢文庫、2011年
- 山本勉ほか著 『運慶 リアルを超えた天才仏師』 新潮社〈とんぼの本〉、2012年 ISBN 978-4-10-602233-3

## 關連項目
- 快慶
- 湛慶